# Мукринський сільський округ
Мукри́нський сільський округ (каз. Мұқры ауылдық округі, рос. Мукринский сельский округ) — адміністративна одиниця у складі Коксуського району Жетисуської області Казахстану. Адміністративний центр — село Акин-Калка.
Населення — 2914 осіб (2021; 3040 у 2009, 3014 у 1999, 2953 у 1989).
Станом на 1989 рік існувала Мукринська сільська рада (село 10 літ Казахської РСР, Желди-Кора, Мукри).

## Склад
До складу округу входять такі населені пункти:
| Населений пункт         | Населення, осіб (1989) | Населення, осіб (1999) | Населення, осіб (2009) | Населення, осіб (2021) |
| ----------------------- | ---------------------- | ---------------------- | ---------------------- | ---------------------- |
| 10 літ Казахстана, село | 471                    | 543                    | 263                    | 404                    |
| Акин-Калка, село        | 2314                   | 2471                   | 2777                   | 2510                   |
| Желди-Кора, село        | 168                    | -                      | -                      | -                      |